# Johann Philipp Dieffenbach

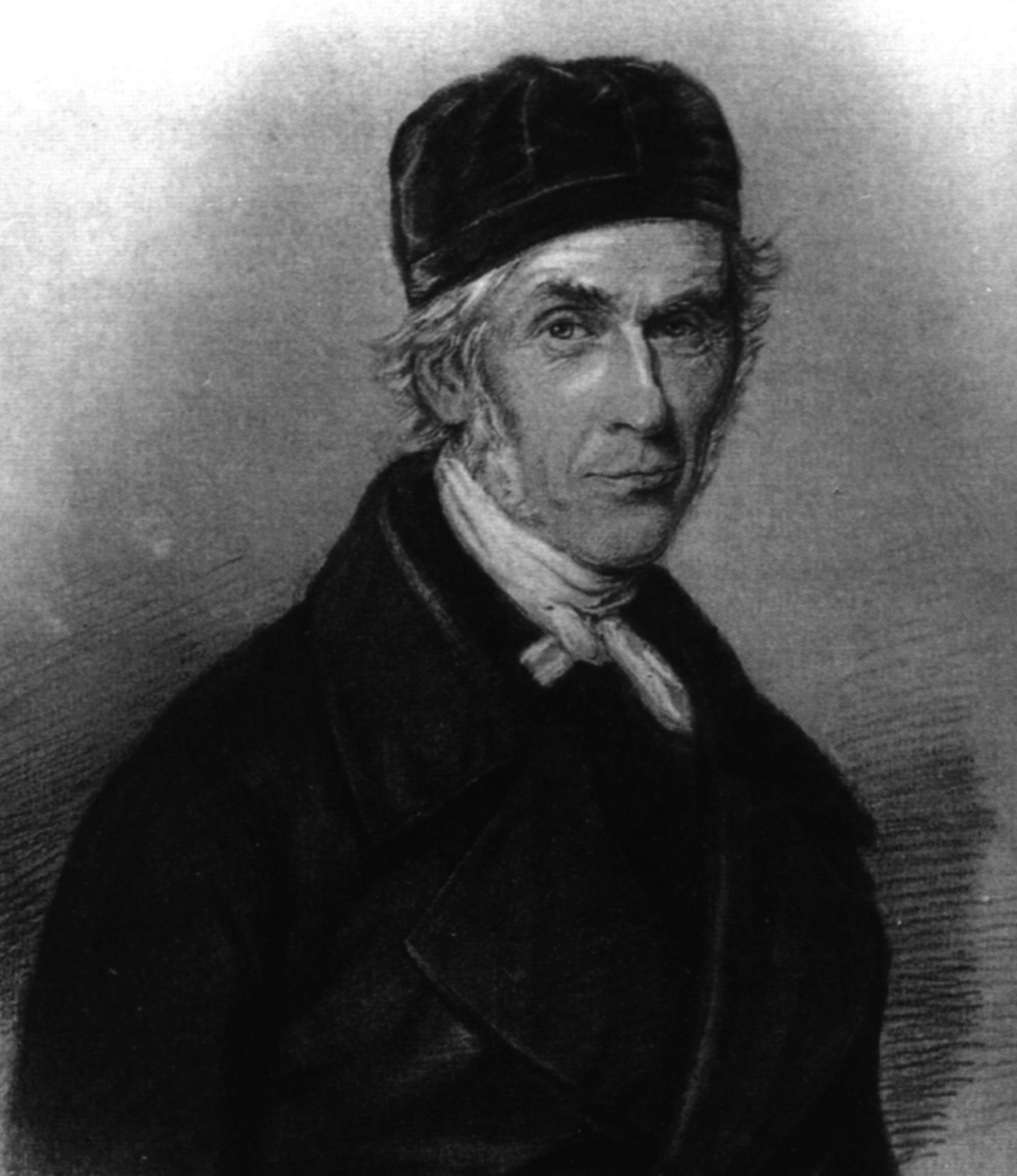
Johann Philipp Dieffenbach (1786–1860)

Johann Philipp Dieffenbach (* 2. Juni 1786 in Dietzenbach; † 25. Oktober 1860 in Friedberg) war ein hessischer Lehrer und Historiker.

## Leben
Johann Philipp Dieffenbach wurde am 2. Juni 1786 in Dietzenbach als Sohn des gleichnamigen Pfarrers und seiner zweiten Ehefrau Sofie Magdalene, geb. Sparschneider geboren. Die Familie stammte aus Oberhessen. Er besuchte das Gymnasium in Darmstadt. 1804 nahm er ein Studium in Gießen auf, musste es aber im gleichen Jahr aufgrund von Streitigkeiten, in die er als Mitglied einer Landsmannschaft verwickelt war, wieder abbrechen. Im Herbst 1805 konnte er sein Studium wieder aufnehmen, floh aber 1806 heimlich aus Gießen zu seinem Bruder Justus Wilhelm ins Rheinland. Nach Schwierigkeiten, dort eine Stelle als Hofmeister zu erhalten, gründete er im Juni 1806 in Krefeld eine Privatschule, die als Armenschule konzipiert war.
1811 beendete Dieffenbach seine Tätigkeit in Krefeld aufgrund von Problemen mit der französischen Verwaltung und kehrte nach Gießen zurück. Dort gründete er eine Mädchenschule, nahm aber auch sein Studium wieder auf, das er 1812 beendete. Im selben Jahr wurde er zum Erzieher des hessen-darmstädtischen Erbprinzen Ludwig, dem späteren Großherzog Ludwig III., und von dessen Bruder Karl bestellt. Damit verbunden war die Ernennung zum Hofmeister.
Obwohl er die Tätigkeit und den Kontakt mit hochgestellten Persönlichkeiten zu schätzen wusste, beendete er auch diese Tätigkeit 1815, weil das höfische Leben nicht seiner Natur entsprach. Er kehrte abermals zurück nach Gießen als außerordentlicher Professor der Philosophie und hielt mehrere historische Vorlesungen, nebenbei stellte er seine Doktorarbeit fertig. Weil Dieffenbach für die Tätigkeit nicht bezahlt wurde, bewarb er sich auf das Rektorat der Augustinerschule in Friedberg, das er 1818 auch erhielt. Zuvor hatte er 1816 Theodora Schefer geheiratet. Aus der Ehe gingen 14 Kinder hervor. Einer seiner Söhne, der Friedberger Kaufmann Gustav Dieffenbach (1825–1891), setzte später sein wissenschaftliches Werk fort.

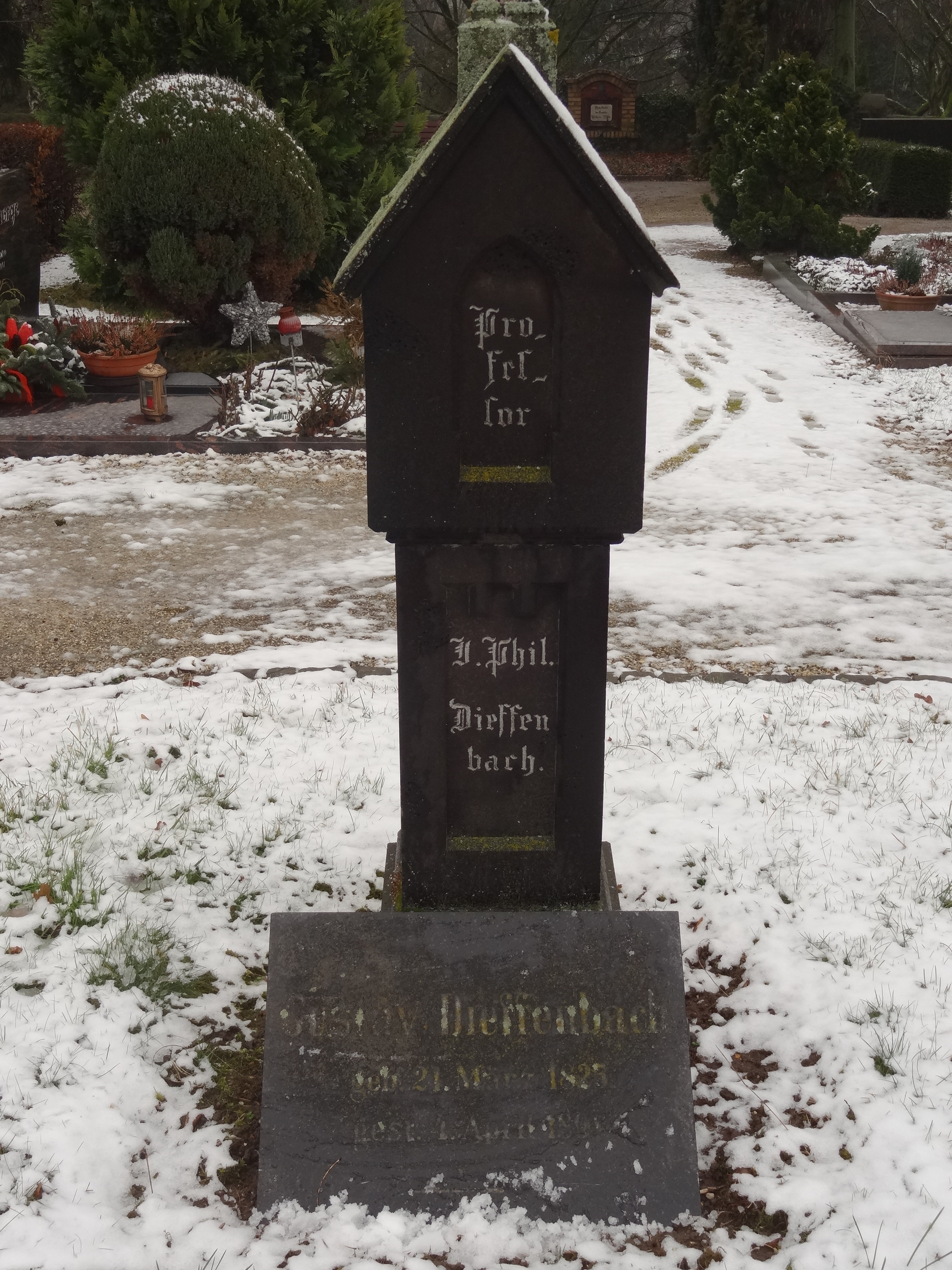
Grabmal von Johann Philipp und Gustav Dieffenbach auf dem Hauptfriedhof Friedberg

Dieffenbach wirkte in Friedberg 42 Jahre lang als Rektor, sowohl in der Augustinerschule bis zu ihrer Umwandlung in eine Musterschule 1838 nach dem Vorbild von Johann Heinrich Pestalozzi, dann in dieser. 1850 wurde sie wiederum in eine Realschule mit Latein umgewandelt, die er bis zu seinem Tod 1860 leitete. Seit 1840 war er Mitglied der Bezirksschulkommission und des Ortsschulvorstandes. 1848 war er Mitglied des Vorparlaments.

## Werk
Dieffenbachs Tätigkeit in Friedberg beschränkte sich nicht allein auf den Schuldienst. Er leistete für seine Zeit Bahnbrechendes in der Archäologie der Wetterau und der Geschichte Friedbergs. Er erforschte durch Ausgrabungen und lange Wanderungen die Geschichte und hatte maßgeblichen Anteil an der Entdeckung vieler Kastelle des Wetterau-Limes. Seit 1841 war er für den Historischen Verein für das Großherzogtum Hessen in Oberhessen tätig. Für sein Werk Zur Urgeschichte der Wetterau (1843) führte Dieffenbach Grabungen im Kastell Hunneburg bei Butzbach durch; 1843–1846 durchsuchte er im Auftrag des Vereins ganz Oberhessen. Viele Erstbeschreibungen römischer Fundstellen in der Region gehen auf diese Tätigkeit zurück. Dieffenbach bereitete durch diese Arbeiten den Weg für die später in der Region umfangreich tätigen Archäologen Friedrich Kofler und Georg Wolff. 1853 schrieb er den Text zu einem Ansichtenwerk von Gießen mit Zeichnungen von Friedrich Heinzerling, die Johann Jakob Tanner in Stahl gestochen hatte.

## Schriften
- Versuch einer Geschichte der Residenz-Stadt Darmstadt. Carl Wilhelm Leske, Darmstadt 1821 (Online).
- Nachrichten über die Augustiner-Schule zu Friedberg in Hessen. Heyer, Giessen 1825 (Online).
- Über Alterthümer in und um Friedberg. Heyer, Giessen 1829 (Online).
- Zur Urgeschichte der Wetterau. Carl Wilhelm Leske, Darmstadt 1843 (Online).
- Ansichten von Giessen und seiner Nachbarschaft. Nach Originalzeichnungen von Fr. Heinzerling, in Stahl gestochen von J. J. Tanner, nebst einem beschreibenden Texte von Prof. Dr. P. Dieffenbach. Emil Roth, Gießen 1853 (Online).
- Geschichte der Stadt und Burg Friedberg in der Wetterau. Darmstadt 1857 (Online).
- Geschichte von Hessen, mit besonderer Berücksichtigung des Großherzogthums Darmstadt, 1831 Digitalisat